# Siódemka Miedź Legnica
MSPR Siódemka Miedź Legnica – polski męski klub piłki ręcznej z Legnicy. Od 2023 występuje w Lidze Centralnej

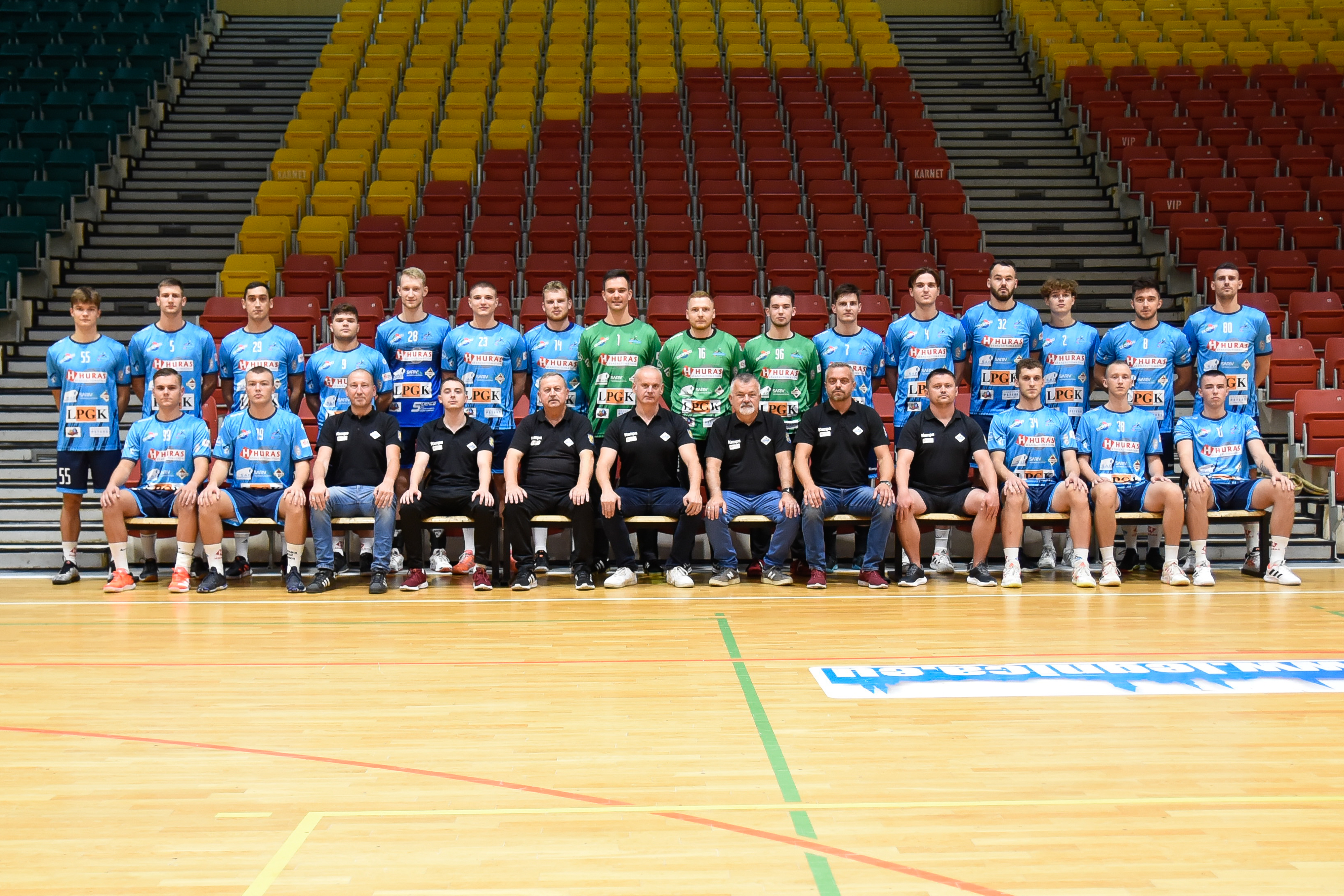
Kadra Siódemki w sezonie 2022/2023

## Historia
W 1966 właściciel zakładu fryzjerskiego w Legnicy Mieczysław Matysiak utworzył w mieście klub piłki ręcznej Rzemieślnik (występujący w klasie A). W 1968 został on przejęty przez MZKS, a w 1971 przez nowo powstałą Miedź Legnicę. W latach 70. i w pierwszej połowie lat 80. piłkarze ręczni Miedzi występowali przede wszystkim w ligach okręgowych i wojewódzkich. W 1986 uzyskali awans do II ligi, w 1989 do I ligi grupy B, a w 1990 do I ligi grupy A, w której grali przez następne trzy lata. W 1996 sekcja piłki ręcznej usamodzielniła się, przyjmując nazwę: Autonomiczna Sekcja Piłki Ręcznej Miedź Legnica. W 1999 przekształcono ją w Klub Piłki Ręcznej Miedź 96 Legnica. W 2002 legnicka drużyna uzyskała awans do I ligi (drugi poziom rozgrywkowy).
W sezonie 2003/2004 Miedź zajęła w I lidze 2. miejsce (17 zwycięstw, dwa remisy, pięć porażek; dwa punkty straty do zwycięzcy Piotrkowianina Piotrków Trybunalski), oznaczające awans do ekstraklasy. W sezonie 2004/2005 legniccy szczypiorniści zajęli w niej 8. miejsce, natomiast sezon 2005/2006 zakończyli na 12. pozycji (cztery zwycięstwa, jeden remis, 23 porażki), spadając do I ligi. Do ekstraklasy powrócili rok później, dzięki zajęciu 1. miejsca w sezonie 2006/2007 w I lidze (odnieśli w tych rozgrywkach 17 zwycięstw w 22 meczach; uzyskali pięć punktów przewagi nad drugą w tabeli Gwardią Opole).
Rundę zasadniczą ekstraklasy w sezonie 2007/2008 Miedź zakończyła na 7. miejscu. W fazie play-off przegrała z Wisłą Płock (20:24; 22:30), Piotrkowianinem Piotrków Trybunalski (26:26; 26:31) i Chrobrym Głogów (22:25; 26:27), zajmując 8. pozycję w klasyfikacji końcowej. Ponadto zawodnik Miedzi Michał Adamuszek został królem strzelców rozgrywek (190 goli). W sezonie 2008/2009 legnicka drużyna zajęła w ekstraklasie 10. miejsce, które zapewniła sobie po zwycięstwie z AZS-AWF Gorzów Wielkopolski (33:23) w ostatniej kolejce spotkań. W maju 2009 przystąpiła do barażu o utrzymanie – została w nim pokonana przez Śląsk Wrocław (27:30; 22:26). Po tej porażce, oznaczającej degradację do I ligi, działacze Miedzi rozważali możliwość rozwiązania kontraktów ze wszystkimi zawodnikami, a następnie zgłoszenie drużyny złożonej głównie z młodych graczy do rozgrywek II ligi. Ostatecznie klub w sezonie 2009/2010 – pod nazwą Siódemka Miedź Legnica – przystąpił do gry w I lidze. Zajął w niej 2. miejsce, oznaczające grę w barażach o awans do Superligi – najpierw wygrał z Sokołem Kościerzyna, a później pokonał Chrobrego Głogów (30:25; 23:21), uzyskując promocję do najwyższej klasy rozgrywkowej.
W latach 2010–2013 klub kończył rozgrywki Superligi na pozycjach w drugiej części tabeli. W sezonie 2011/2012, dzięki zajęciu 8. miejsca w rundzie zasadniczej, przystąpił do fazy play-off. W ćwierćfinale przegrał z Vive Targi Kielce (27:32; 16:36), następnie został pokonany przez Azoty-Puławy (24:22; 24:28), by w rywalizacji o 7. miejsce zwyciężyć Chrobrego Głogów (30:26; 21:24). W sezonie 2012/2013 Siódemka Miedź uplasowała się w fazie zasadniczej na 10. pozycji. W sześciu meczach o miejsca 9–12 wygrała jedno spotkanie (z AZS Czuwaj Przemyśl (37:28) w kwietniu 2013), spadając na 11. miejsce w tabeli, oznaczające degradację do I ligi. W sezonie 2014/2015 klub zajął 2. pozycję w I lidze, a następnie przegrał baraż o awans do Superligi ze Śląskiem Wrocław (26:28; 18:27).
W następnych sezonach Siódemka Miedź regularnie zajmowała miejsca w czołówce I ligi. W sezonie 2019/2020 była rewelacją rozgrywek o PGNiG Puchar Polski. Pierwszoligowiec wygrał rozgrywki na szczeblu województwa dolnośląskiego. Następnie wyeliminował Stal Gorzów. W 1/16 finału wygrał z reprezentantem PGNiG Superligi – MMTS Kwidzyn, a w 1/8 finału inną drużynę z krajowej elity – Unię Tarnów. Z rozgrywek odpadł dopiero w ćwierćfinale przegrywając z Azotami Puławy. W tym samym sezonie, przerwanym ze względu na pandemię Covid-19, klub zajął 3. miejsce w I lidze.
W grudniu 2019 roku prezesem klubu został znany legnicki biznesem Martin Huras. Jego firma „Huras-Konstrukcja i Budowa Maszyn Specjalnych” została jednocześnie jednym z głównych sponsorów klubu. Od sezonu 2021/2022 – sponsorem tytularnym. Drużyna zaczęła występować w rozgrywkach ligowych pod szyldem „Siódemka Miedź Huras”. 
W sezonie 2020/2021 Siódemka z powodzeniem rywalizowała o awans do nowotworzonej Ligi Centralnej (II poziom rozgrywkowy, I liga od sezonu 2021/2022 została III poziomem rozgrywkowym). Klub z Legnicy zajął w I lidze 3. miejsce i uzyskał promocję do Ligi Centralnej. 
Sezon 2021/2022 nie był dla Siódemki udany. Drużyna nie zdołała utrzymać się w Lidze Centralnej. W końcowej tabeli zajęła 13. miejsce i razem z 14. MKS-em Grudziądz spadła do I ligi. W sezonie 2022/2023 klub rywalizuje w grupie B I ligi o powrót na zaplecze PGNiG Superligi. 
Od 2015 roku datują się sukcesy Siódemki w rozgrywkach młodzieżowych. Klub sięgnął po złoty medal Mistrzostw Polski Juniorów (2018), srebrne medale Mistrzostw Polski Juniorów (2015, 2017, 2019), srebrny medal Mistrzostw Polski Juniorów Młodszych (2017) oraz złoty medal Mistrzostw Polski Młodzików (2022,2023).
Wychowankami klubu są m.in. Daniel Waszkiewicz, Jacek Będzikowski, Piotr Będzikowski, Paweł Paterek, Wojciech Styrcz i Jakub Będzikowski.

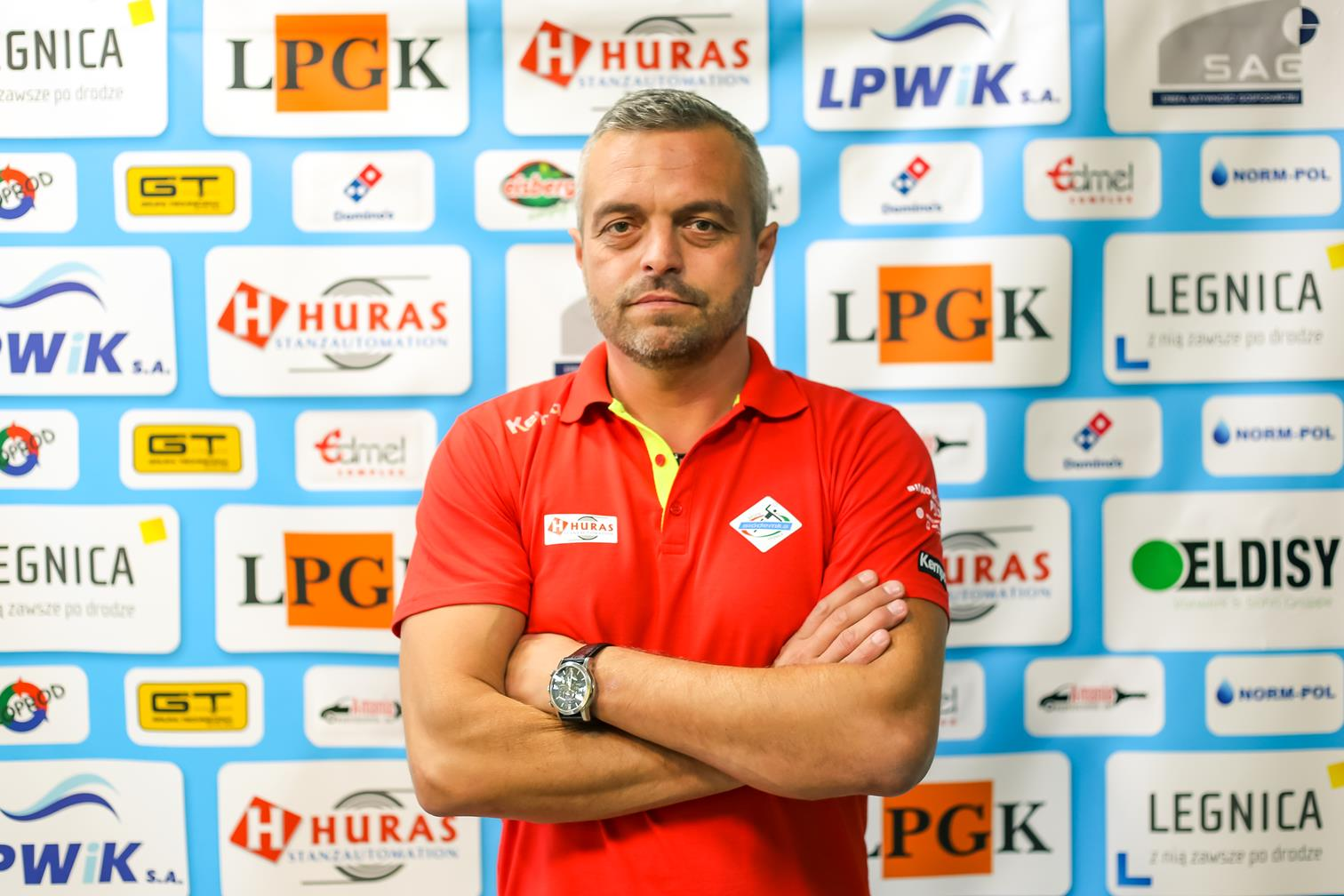
Tomasz Góreczny - trener I zespołu od grudnia 2021

## Osiągnięcia
- Superliga[a]:
  - 7. miejsce: 2011/2012
  - 8. miejsce: 2004/2005, 2007/2008
- I liga:
  - 1. miejsce: 2006/2007

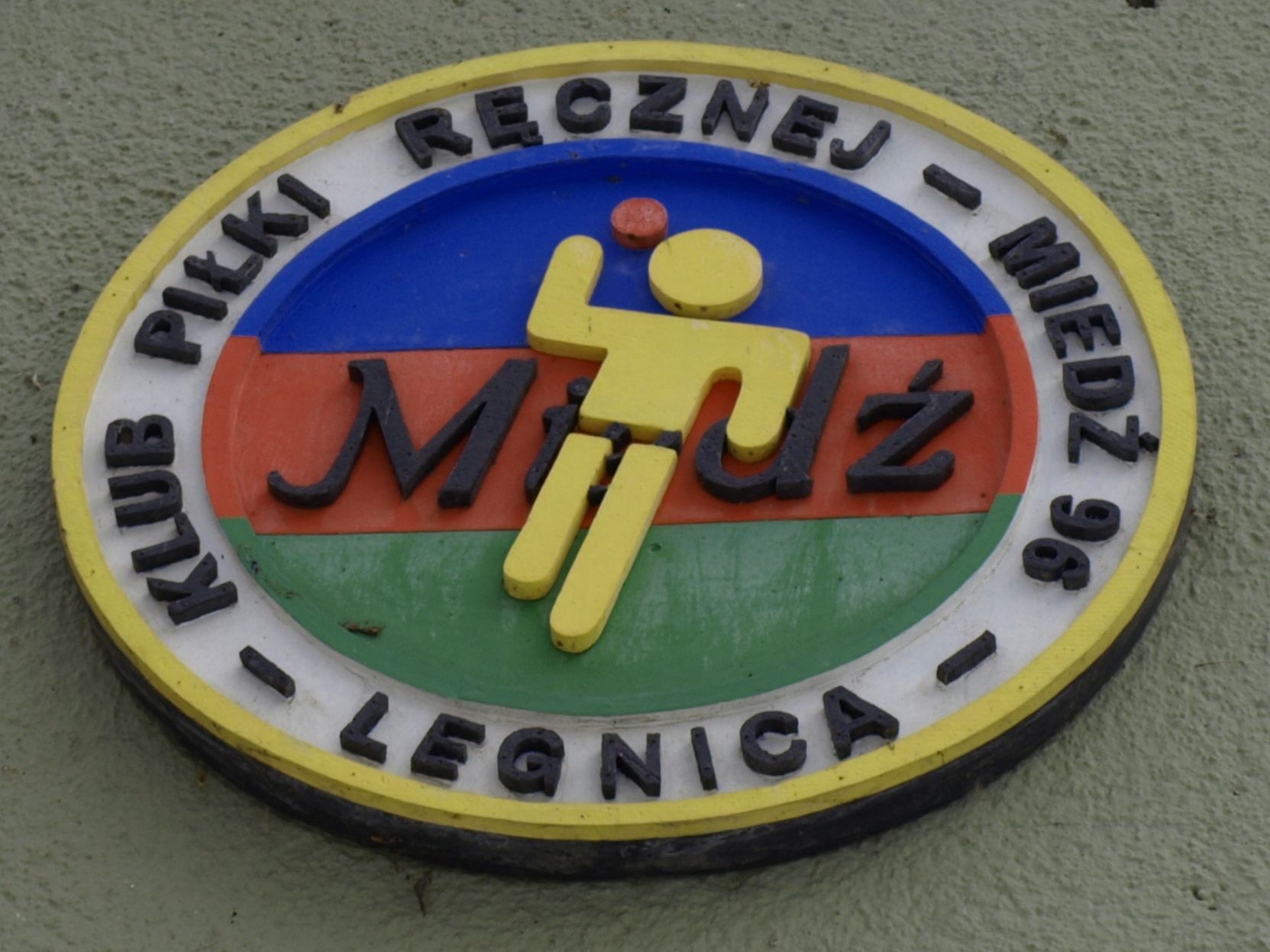
Logo KPR Miedź 96 Legnica

  - 2. miejsce: 2003/2004, 2009/2010, 2014/2015
  - 3. miejsce: 2013/2014
  - 3. miejsce: 2019/2020
  - 3. miejsce: 2020/2021
- Puchar Polski
  - 3. miejsce: 2010/2011
  - Ćwierćfinał: 2019/2020
- Król strzelców Ekstraklasy:
  - Michał Adamuszek: 2007/2008 (190 goli)[8]
- Mistrzostwo Polski Juniorów
  -  1. miejsce (1x): 2018
  -  2. miejsce (3x): 2015, 2017, 2019
- Mistrzostwo Polski Juniorów Młodszych
  -  2. miejsce (1x): 2017
- Mistrzostwo Polski Młodzików
  -  1. miejsce (2x): 2022,2023

## Drużyna

### Kadra w sezonie 2022/2023
| Numer                                                                                                 | Zawodnik            | Kraj   | Pozycja      | Rok urodzenia |
| --- | ------------------- | ------ | ------------ | ------------- |
| 1 | Łukasz Mazur        | Polska | bramkarz     | 1995          |
| 2 | Wiktor Kochlewski   | Polska | skrzydłowy   | 2003          |
| 4 | Szymon Pacek        | Polska | rozgrywający | 2003          |
| 5 | Michał Przybylak    | Polska | rozgrywający | 1999          |
| 7 | Michał Czarnecki    | Polska | skrzydłowy   | 2001          |
| 8 | Hubert Kuliński     | Polska | rozgrywający | 1997          |
| 9 | Dominik Nowosielski | Polska | obrotowy     | 2000          |
| 13 | Filip Kruszelnicki  | Polska | rozgrywający | 2003          |
| 14 | Michał Klimaszewski | Polska | obrotowy     | 2000          |
| 16 | Adrian Stachurski   | Polska | bramkarz     | 1996          |
| 19 | Patryk Gregułowski  | Polska | rozgrywający | 1999          |
| 23 | Korneliusz Wita     | Polska | rozgrywający | 2001          |
| 29 | Karol Siwak         | Polska | skrzydłowy   | 1997          |
| 32 | Maciej Stańko       | Polska | obrotowy     | 1997          |
| 34 | Łukasz Szporko      | Polska | skrzydłowy   | 2004          |
| 38 | Jakub Nowakowski    | Polska | rozgrywający | 2003          |
| 55 | Kacper Łukawski     | Polska | skrzydłowy   | 2005          |
| 98 | Wiktor Socha        | Polska | bramkarz     | 2005          |
| 99 | Wiktor Pacuła       | Polska | skrzydłowy   | 2002          |
| Źródło: Kadra. siodemka.legnica.pl. [dostęp 2023-04-12]. [zarchiwizowane z tego adresu (2023-04-12)]. |                     |        |              |               |